# Zabolotiv
Zabolotiv (en ukrainien : Заболотів ; en russe : Заболотов, Zabolotov ; en polonais : Zabłotów) est une commune urbaine de l'oblast d'Ivano-Frankivsk, en Ukraine. Sa population s'élevait à 3 932 habitants en 2021.

## Géographie
Zabolotiv est arrosée par les rivières Prout et Tourka. Elle se trouve à 65 km au sud-est d'Ivano-Frankivsk, la capitale administrative de l'oblast, et à 439 km au sud-ouest de Kiev.

## Histoire
La première mention de Zabolotiv remonte à l'année 1455. Une communauté juive (shtetl) y fut fondée en 1790. 
En 1903, un pogrom prit pour cible la communauté hassidique ; il fut le fait de paysans ruthènes reprochant aux Juifs leur fidélité à la Galicie majoritairement polonaise. Au recensement de 1910, Zablotow comptait 2 587 Ruthènes et 2 171 Juifs. 
Après l'effondrement de l'empire d'Autriche-Hongrie, elle devint polonaise sous le nom de Zabłotów. 
En septembre 1939, à la suite de la signature du Pacte germano-soviétique, la région fut occupée, puis annexée, par l'Union soviétique. Zabolotiv accéda au statut de commune urbaine. Elle fut occupée par l'Allemagne nazie le 1er juillet 1941. En 1942, deux mille Juifs, hommes, femmes et enfants, furent tués sur le mont Homovi. Cent quarante jeunes gens et jeunes filles furent déportés pour des travaux forcés en Allemagne. Le 30 mars 1944, l'Armée rouge reprit Zalobotiv, qui fut rattachée à la république socialiste soviétique d'Ukraine. 
Elle fait partie de l'Ukraine indépendante depuis 1991.

## Population
Recensements (*) ou estimations de la population :
| 1910* | 1959* | 1970* | 1979* | 1989* | 2001* | 2010  | 2011  |
| ----- | ----- | ----- | ----- | ----- | ----- | ----- | ----- |
| 5 758 | 4 379 | 4 172 | 4 138 | 4 468 | 4 185 | 4 075 | 4 067 |

| 2012  | 2013  | 2014  | 2015  | 2016  | 2017  | 2018  | 2019  |
| ----- | ----- | ----- | ----- | ----- | ----- | ----- | ----- |
| 4 076 | 4 059 | 4 055 | 4 079 | 4 056 | 4 033 | 4 014 | 3 998 |

| 2021  | - | - | - | - | - | - | - |
| ----- | - | - | - | - | - | - | - |
| 3 932 | - | - | - | - | - | - | - |

## Personnalités liées à la ville
- Manès Sperber (1905-1984), écrivain français.
- Jerzy Tabeau (1918-2002), résistant polonais, survivant d'Auschwitz.
- Svitlana Onychtchouk, femme politique ukrainienne.

## Transports
Zabolotiv se trouve à 80 km d'Ivano-Frankivsk par le chemin de fer et à 86 km par la route. Les villes les plus proches sont Kolomyia, à 20 km à l'ouest, et Sniatyn à 21 km à l'est, par la route.